# フレッチャー・プラウティ
レロイ・フレッチャー・プラウティ（Leroy Fletcher Prouty, 1917年1月24日 - 2001年6月5日）はアメリカ合衆国の軍人、作家、実業家、外交評論家である。

## プロフィール
プラウティは23年間軍務に就いた。最終階級は大佐。1955年から1964年にかけてペンタゴンで統合参謀本部、国防長官、空軍のスタッフを務めたが、彼の任務内容はペンタゴンとCIAとのリエゾン・オフィサー（連絡将校）であった。1970年代にはアムトラックのシニア・ディレクターとなり、また全米鉄道基金博物館（National Railroad Foundation and Museum）の理事も務めた。
CIAとペンタゴンとのリエゾンは政府内の重要機密に触れることのできる数少ない役職であり、そのときの経験からプラウティはCIAが政府や議会の目の届かないところで国際情勢にいかに影響を及ぼしているかを指摘してきた。自身の著書ではCIAの機構とその発展、冷戦の期限、U-2撃墜事件、ベトナム戦争、ケネディ大統領暗殺事件の真相などについて詳述している。プラウティはこれらの出来事は全て密接に関わりあっており、その裏には極秘の「グローバル・エリート」の存在があると指摘している。プラウティの軍及び政府における経歴は、これらのプラウティの主張に信憑性を与えている。
この関連の話はプラウティの著書『The Secret Team: The CIA and Its Allies in Control of the United States and the World』に詳しく書かれており、この本の前文ではいわゆるペンタゴン・ペーパーズの出所はペンタゴンではなく、ベトナム戦争の責任をCIAから歴代政権に転嫁するためにCIAが書いたものだと記している（ペンタゴン・ペーパーズの一部はプラウティ自身がCIAを援護するために書いたものであるという）。
さらにプラウティは、フランクリン・ルーズベルトは自然死によって落命したのではなく、ウィンストン・チャーチルによって毒殺されたのだと繰り返し主張した。ほかにも、石油は化石燃料ではない、ダイアナ元皇太子妃は「シークレット・チーム」によって殺された、 アメリカ政府はジョンズタウンにおける人民寺院集団自殺事件に責任があるなど物議をかもす主張をしている。
プラウティはオリバー・ストーンの映画『JFK』のアドバイザーも務めた。この映画に登場するドナルド・サザーランド演ずる「X大佐」（主人公のニューオーリンズ地方検事ジム・ギャリスンを支援する人物）はプラウティがモデルであるとされている。ただし実際にはジム・ギャリスンはこの映画で描かれた裁判（クレイ・ショー裁判）の数年後までプラウティに会ったことはなかった(詳しくは映画『JFK』の項を参照)。また、プラウティは鉄道に関する記事も多く書いている。

## 関連文献
プラウティの著作
- The Secret Team: The CIA and Its Allies in Control of the United States and the World （Skyhorse Publishing, 2008）　ISBN 1602392293
- JFK: The Cia, Vietnam, and the Plot to Assassinate John F. Kennedy （Citadel; Upd Sub edition, 2003）　ISBN 0806517727

インタビュー（河合洋一郎による）
- BART　1995年11月27日号　集英社

## 関連記事
- 冷戦
- CIA (アメリカ中央情報局)
- U-2撃墜事件
- ピッグス湾事件
- ベトナム戦争
- ケネディ大統領暗殺事件
- ジョン・F・ケネディ
- ペンタゴン・ペーパーズ